# 13688 Oklahoma
För andra betydelser, se Oklahoma (olika betydelser).
13688 Oklahoma eller 1999 RJ7 är en asteroid i huvudbältet som upptäcktes den 17 november 1999 av den amerikanske astronomen Tom Stafford vid Zeno-observatoriet. Den är uppkallad efter delstaten Oklahoma.
Asteroiden har en diameter på ungefär 7 kilometer.